# L’importante è finire
L’importante è finire је песма коју је снимила италијанска певачица Мина за свој албум La Mina из 1975. Песму су написали Алберто Анели и Кристијано Малџољо.

## Позиције на листама
| Листа (1975)              | Највиша позиција |
| ------------------------- | ---------------- |
| Италија (Billboard)       | 2                |
| Италија (Musica e dischi) | 2                |